# Daniel Kotze

a Compétitions nationales et continentales officielles uniquement.

b Matchs officiels uniquement.
Dernière mise à jour le 9 octobre 2021.
Daniel Mattheus Kotze (né le 28 mars 1987 à Frankfort) est un joueur de rugby à XV sud-africain qui évolue au poste de pilier droit. 
Après une carrière en Afrique du Sud avec les Free State Cheetahs, il joue en France, au Stade aurillacois, puis avec l'ASM Clermont Auvergne et le Castres olympique où il est sacré champion de France 2018.

## Biographie

### De l'Afrique du Sud à l'Auvergne
Après avoir fait ses débuts en Afrique du Sud en 2008 avec l'équipe des Free State Cheetahs dans la Vodacom Cup, il s'exile en France, et plus précisément dans le Cantal pour jouer dans les rangs du Stade aurillacois. Deux saisons durant, il s'impose comme titulaire indiscutable au poste de pilier droit. Ses performances lui valent de se faire repérer par l'ASM Clermont Auvergne chez qui il signe un contrat de trois ans prenant effet dès la saison 2011-2012.

### Sélections au XV de France
Il est sélectionné dans un groupe de 35 joueurs de l'Équipe de France de rugby à XV par Philippe Saint-André pour la tournée d'été 2013. Daniel Kotze connaît sa première sélection avec le XV de France le 8 juin 2013, face aux All Blacks, faisant son entrée à la 52e minute pour remplacer Luc Ducalcon. Il joue son deuxième match avec le XV de France le 11 juin 2013, face à la province néo-zélandaise des Auckland Blues, au cours duquel il remplace Nicolas Mas à la 52e minute. Ce match, préparatoire au deuxième des trois tests de la tournée disputés face aux All Blacks, ne compte cependant pas pour une sélection.

### Champion de France 2017-2018
En 2016, il signe un contrat de deux ans en faveur du Castres olympique.
Le Castres olympique est champion de France 2018 en battant Montpellier (29-13). Daniel Kotze soulève le Bouclier de Brennus au Stade de France. 
Le 25 octobre 2017, il est appelé par Guy Novès en Equipe de France pour participer à la Tournée de novembre l'opposant à la Nouvelle-Zélande, l'Afrique du Sud et le Japon. Il n'avait plus participé à un rassemblement du XV de France depuis 2013 et un match déjà, contre les All Blacks.

## Palmarès

### En club
- Championnat de France : 
  - Champion : 2018